# Léger Marie Deschamps
Léger Marie Deschamps, noto anche come Dom Deschamps (Rennes, 10 gennaio 1716 – Montreuil-Bellay, 19 aprile 1774), è stato un filosofo, monaco benedettino e socialista utopico francese.
Riscoperto nel 1862, fu considerato un predecessore di Hegel nel suo sistema metafisico, che gli procurò anche il soprannome di monaco ateo. Ulteriore interesse nel suo lavoro si ebbe nel 1974 e i suoi pochi scritti furono raccolti e pubblicati nel 1993.